# Equazioni di Lotka-Volterra
In matematica le equazioni di Lotka-Volterra, note anche come equazioni o modello preda-predatore, sono un sistema di equazioni differenziali non lineari del primo ordine (e in particolare di reazione-diffusione) che forniscono un modello matematico in grado di descrivere la dinamica di un ecosistema in cui interagiscono soltanto due specie animali: una delle due come predatore, l'altra come la sua preda. Questo modello matematico fu proposto indipendentemente da Alfred J. Lotka nel 1925 e Vito Volterra nel 1926.
Detto {\displaystyle y\left(t\right)} il numero di predatori presenti al tempo {\displaystyle t}, e {\displaystyle x\left(t\right)} quello delle prede, le equazioni che descrivono la loro evoluzione nel tempo sono
{\displaystyle \displaystyle {\begin{cases}{\dfrac {\mathrm {d} x}{\mathrm {d} t}}=(A-By)x,\\{\dfrac {\mathrm {d} y}{\mathrm {d} t}}=(Cx-D)y,\end{cases}}}
dove le derivate {\displaystyle \mathrm {d} x/\mathrm {d} t} e {\displaystyle \mathrm {d} y/\mathrm {d} t} sono i tassi di crescita nel tempo delle popolazioni di prede e predatori, mentre i numeri {\displaystyle A}, {\displaystyle B}, {\displaystyle C} e {\displaystyle D} sono parametri positivi che descrivono l'interazione tra le due specie. Lo studio del sistema dinamico definito da tale sistema di equazioni differenziali consente di individuare tutti i tipi di evoluzione che è possibile avere a partire da una qualsiasi situazione iniziale.

## Il modello prede-predatori
L'idea generale del modello di Lotka-Volterra è quella di considerare uno scenario ideale in cui coesistono due specie: i predatori e le loro prede. 
Assumendo che i predatori possano nutrirsi soltanto della popolazione {\displaystyle x}, e che non vi siano altre prede, la quantità totale di cibo consumata dai predatori (cioè la quantità di prede mangiate) per unità di tempo è proporzionale al numero di incontri tra prede e predatori che sarà proporzionale ad entrambe le popolazioni, quindi al loro prodotto {\displaystyle x\left(t\right)\cdot y\left(t\right)}. Dunque la quantità di cibo di cui può disporre ogni singolo predatore è proporzionale a {\displaystyle x\left(t\right)}. Vi è inoltre una quantità minima di cibo per unità di tempo necessaria ad un singolo predatore per sopravvivere abbastanza a lungo da riprodursi; si può quindi assumere che il tasso di crescita della popolazione dei predatori sia proporzionale, oltre che alla popolazione già presente {\displaystyle y\left(t\right)}, anche allo scarto tra il cibo disponibile {\displaystyle x\left(t\right)} e il cibo necessario alla sussistenza {\displaystyle m}, ovvero
{\displaystyle y'\left(t\right)=a\left(x\left(t\right)-m\right)\cdot y\left(t\right)}
dove {\displaystyle y'\left(t\right)} denota la derivata. Si può riscrivere la relazione come:
{\displaystyle y'\left(t\right)=\left(Cx\left(t\right)-D\right)\cdot y\left(t\right)\qquad C>0,\,D>0}
dove si è posto {\displaystyle C=a} e {\displaystyle D=am}.
Considerando il tasso di crescita {\displaystyle x'(t)} della popolazione di prede, si assuma che le prede dispongano di una fonte inesauribile di cibo sufficiente a far aumentare la loro popolazione in assenza di predatori. D'altra parte, si è detto che alcune di loro vengono uccise dai predatori, e si è ammesso che il numero di prede uccise per unità di tempo sia proporzionale a {\displaystyle x(t)y(t)}. Da questo si deduce che il tasso di crescita delle prede debba essere
{\displaystyle x'(t)=Ax(t)-Bx(t)y(t)\qquad A>0\,B>0}
dove il primo addendo indica il numero di individui nati per unità di tempo al tempo {\displaystyle t} e il secondo il numero di individui mangiati dai predatori.

## Punti di equilibrio
Si ha un punto di equilibrio nelle popolazioni quando il livello di entrambe rimane costante, cioè quando {\displaystyle x(t)=x_{0}} e {\displaystyle y(t)=y_{0}} per ogni tempo {\displaystyle t}, e di conseguenza le derivate {\displaystyle x'(t)} e {\displaystyle y'(t)} sono uguali a zero. Sostituendo questi valori nelle equazioni si ottengono le seguenti relazioni:
{\displaystyle {\begin{cases}0=(A-By_{0})x_{0}\\0=(Cx_{0}-D)y_{0}\end{cases}}}
Risolvendo questo sistema di equazioni si trovano due soluzioni per la coppia {\displaystyle (x_{0},y_{0})} corrispondenti a due punti di equilibrio:
{\displaystyle (x_{0},y_{0})=(0,0)\qquad (x_{0},y_{0})=(D/C,A/B)}
Il primo corrisponde all'estinzione di entrambe le specie: se le due popolazioni hanno 0 individui allora continueranno ad avere 0 individui in ogni istante successivo. Il secondo corrisponde invece alla situazione in cui i predatori incontrano e mangiano, in ogni unità di tempo, un numero di prede esattamente uguale al numero di prede che nascono, e questo numero di prede corrisponde proprio alla soglia critica di cibo che fa rimanere stazionaria la popolazione dei predatori.

### Stabilità dei punti di equilibrio
La natura dei punti di equilibrio può essere determinata linearizzando il sistema utilizzando le derivate parziali. La matrice jacobiana del modello preda-predatore è:
{\displaystyle J(x,y)={\begin{bmatrix}A-By&-Bx\\Cy&Cx-D\\\end{bmatrix}}}
La matrice Jacobiana {\displaystyle J} calcolata nel primo punto di equilibrio {\displaystyle (0,0)} è:
{\displaystyle J(0,0)={\begin{bmatrix}A&0\\0&-D\\\end{bmatrix}}}
Gli autovalori di questa matrice sono {\displaystyle \lambda _{1}=A} e {\displaystyle \lambda _{2}=-D}. Dato che {\displaystyle A} e {\displaystyle D} sono quantità positive, i segni dei due autovalori sono sempre diversi. Dunque il punto di equilibrio nell'origine è un punto di sella. Se fosse un punto di equilibrio stabile, valori di popolazione diversi da zero potrebbero essere attratti da esso, e perciò la dinamica del sistema porterebbe all'estinzione di entrambe le specie per molti valori iniziali delle popolazioni. Dal momento che il punto è di sella, l'equilibrio è instabile e l'estinzione di entrambe le specie è quindi difficile (può accadere solo se le prede vengono estinte completamente in modo artificiale, provocando la morte dei predatori a causa della mancanza di cibo. Se invece sono i predatori ad essere estinti, la popolazione delle prede cresce senza limite in questo semplice modello).
La matrice jacobiana {\displaystyle J} calcolata nel secondo punto di equilibrio è:
{\displaystyle J\left({\frac {D}{C}},{\frac {A}{B}}\right)={\begin{bmatrix}0&-{\frac {BD}{C}}\\{\frac {AC}{B}}&0\\\end{bmatrix}}}
Gli autovalori di questa matrice sono:
{\displaystyle \lambda _{1}=i{\sqrt {AD}}} e {\displaystyle \lambda _{2}=-i{\sqrt {AD}}}
Dato che essi sono entrambi complessi con parte reale uguale a zero il sistema linearizzato presenta un centro. In questo caso il teorema di linearizzazione non garantisce la stabilità del punto critico che è però garantita dallo studio fatto nel paragrafo seguente.

## Struttura delle orbite

Grafico di alcune orbite nel modello di Lotka - Volterra corrispondenti a curve di livello della funzione

Per analizzare il comportamento del sistema fuori dai punti di equilibrio si può dimostrare che esso ammette la costante del moto:
{\displaystyle H(x,y)=-D\ln(x)+Cx+By-A\ln(y)}
Dunque tutte le traiettorie del sistema nello spazio x-y giacciono sulle curve di livello della funzione {\displaystyle H}. La funzione ha un minimo corrispondente al punto di equilibrio stabile ed è convessa sul primo quadrante, da cui si può dedurre che in una situazione generica con due popolazioni iniziali {\displaystyle x} e {\displaystyle y} il sistema ha un comportamento oscillante che torna periodicamente nello stato iniziale, con oscillazioni anche molto grandi.
Le soluzioni non possiedono una espressione semplice in termini delle funzioni trigonometriche. Se si approssimano le soluzioni che si trovano in un intorno del punto di equilibrio stabile linearizzando il sistema, tuttavia, si ottiene un moto armonico semplice in cui la popolazione delle prede precede quella dei predatori con uno sfasamento uguale a {\displaystyle \pi /2}:
Nelle situazioni di non-equilibrio, dunque, si ha che i predatori prosperano quando c'è abbondanza di prede ma, alla lunga, si ritrovano senza cibo sufficiente per sfamare l'intera popolazione e cominciano ad estinguersi. Mentre la popolazione dei predatori decresce quella delle prede aumenta di nuovo; questa dinamica continua in un ciclo di crescita e decrescita.